# Хоуленд, Олин
О́лин Хо́уленд (англ. Olin Howland; 10 февраля 1886, Денвер — 20 сентября 1959 или 19 сентября 1959, Голливуд, Калифорния) — американский актёр театра, кино и телевидения. Менее известен как танцор и учитель танцев.

## Биография
Олин Хоуленд родился 10 февраля 1886 года в городе Денвер (штат Колорадо, США). Отец — Джоби А. Хоуленд, мать — Мэри Си. Бантинг. Старшая сестра — Джобина (1880—1936) была довольно известной актрисой театра и кино.
С 1909 года Хоуленд начал появляться на бродвейских подмостках в мюзиклах и водевилях. С 1918 года начал сниматься в немом тогда ещё кино (всегда в эпизодических и второстепенных ролях), однако этот вид искусства его не сильно заинтересовал, поэтому с 1925 по 1931 год Хоуленд не снимался. Однако с наступлением эры звукового кино он вернулся на экраны, и снимался много до самой смерти в 1959 году. С 1952 года — на телевидении. Амплуа — эксцентричный селянин.
За 35 лет (1918—1925 и 1931—1959) Хоуленд снялся в 216 кинофильмах и телесериалах, в том числе 13 из них были короткометражными, а в 82 из них он не был указан в титрах. Из 134 лент, в которых его в титрах указали, в 75 случаях он был указан как Олин Хоулин (англ. Olin Howlin).
Олин Хоуленд никогда не был женат и не оставил после себя детей. Скончался актёр в ночь с 19 на 20 сентября 1959 года в Голливуде.

## Бродвейские работы
- 1909—1910 — Девушка и волшебник / The Girl and the Wizard — хор
- 1911 — Балканская принцесса[англ.] / The Balkan Princess — хор
- 1913 — Нищий студент / The Beggar Student — Онуфрий
- 1913 — Все на борт / All Aboard — четвёртый помощник
- 1917—1918 — Предоставьте это Джейн[англ.] / Leave It to Jane — Гарольд Баб Хикс
- 1919 — Она хороший приятель / She’s a Good Fellow — Честер Поллард
- 1919—1920 — Задержись подольше, Летти / Linger Longer Letty — Джим
- 1921 — Две девочки в синем[англ.] / Two Little Girls in Blue — Морган Этуэлл
- 1922 — Просто потому что / Just Because — Фостер Филлипс
- 1922—1923 — Наша Нелл / Our Nell — Крис Деминг
- 1923—1924 — Полевой цветок / Wildflower — Габриэль
- 1927—1928 — Золотая заря / Golden Dawn — сэр Альфред Хаммерсли

## Избранная фильмография

### Широкий экран
В титрах указан
- 1924 — Дженайс Мередит[англ.] / Janice Meredith — Филемон Хеннион
- 1925 — Зандер Великий[англ.] / Zander the Great — Элмер Лавджой
- 1931 — Над холмом[англ.] / Over the Hill — Айзек (взрослый)
- 1933 — Блонди Джонсон[англ.] / Blondie Johnson — Эдди
- 1934 — Остров сокровищ / Treasure Island — Джордж Мерри, пират
- 1935 — Парижский «Фоли-Бержер»[англ.] / Folies Bergère de Paris — управляющий сцены
- 1935 — Дело о любопытной новобрачной / The Case of the Curious Bride — Уилбур Стронг, коронер
- 1935 — Дело о счастливых ножках / The Case of the Lucky Legs — доктор Крокер
- 1935 — Доктор Сократ[англ.] / Dr. Socrates — Боб Кэтлетт
- 1935 — Вдова из Монте-Карло[англ.] / The Widow from Monte Carlo — Ивс
- 1936 — Сатана встречает леди / Satan Met a Lady — детектив Данхилл
- 1936 — Тракторы «Эртворм»[англ.] / Earthworm Tractors — мистер Блэр
- 1936 — Дело о бархатных коготках[англ.] / The Case of the Velvet Claws — Уилбур Стронг, коронер
- 1936 — Золотоискатели 1937 года[англ.] / Gold Diggers of 1937 — доктор МакДаффи
- 1937 — Ничего святого / Nothing Sacred — Уилл Булл
- 1938 — Приключения Тома Сойера / The Adventures of Tom Sawyer — мистер Доббинс, учитель
- 1938 — Девушка Золотого Запада[англ.] / The Girl of the Golden West — Тринидад Джо
- 1938 — Сумасшедшая мисс Мэнтон[англ.] / The Mad Miss Manton — мистер Икс
- 1938 — Братец Крыс[англ.] / Brother Rat — Тощий
- 1938 — Возлюбленные[англ.] / Sweethearts — Эплби
- 1939 — Зенобия[англ.] / Zenobia — Калпеппер, адвокат
- 1939 — Блондинка воспитывает малыша[англ.] / Blondie Brings Up Baby — продавец энциклопедии
- 1939 — Возвращение доктора Икс / The Return of Doctor X — гробовщик
- 1939 — Унесённые ветром / Gone with the Wind — бизнесмен-саквояжник
- 1940 — Молодые люди[англ.] / Young People — начальник станции[англ.]
- 1940 — Чад Ханна[англ.] / Chad Hanna — Сиско Тридд
- 1941 — Ковбой с холмов / The Shepherd of the Hills — Корки
- 1941 — Белль Старр[англ.] / Belle Starr — Джаспер Тренч
- 1941 — Купи мне тот город[англ.] / Buy Me That Town — Сэм Смедли, констебль
- 1942 — Оружие для найма / This Gun for Hire — Блэр Флетчер
- 1942 — Человек, который не умирал / The Man Who Wouldn’t Die — начальник полиции Джонатан Мик
- 1942 — Домой в Вайоминг[англ.] / Home in Wyomin' — Восход
- 1942 — Доктор Бродвей[англ.] / Dr. Broadway — профессор
- 1942 — Когда Джонни вернётся домой[англ.] / When Johnny Comes Marching Home — Траллерс
- 1943 — Дикси[англ.] / Dixie — мистер Деверо
- 1943 — Сокол и студентки / The Falcon and the Co-eds — Гудуилли
- 1944 — Не могу не петь / Can’t Help Singing — Бигелоу
- 1945 — Капитан Эдди[англ.] / Captain Eddie — переписчик
- 1945 — Дакота[англ.] / Dakota — водитель Джона Девлина
- 1947 — Ангел и негодяй[англ.] / Angel and the Badman — Брэдли
- 1947 — Пасечник[англ.] / Keeper of the Bees — покупатель
- 1948 — Простак отправляется на Запад[англ.] / The Dude Goes West — Финнеган
- 1948 — Станция Запад[англ.] / Station West — повар
- 1948 — Бледнолицая[англ.] / The Paleface — Джонатан Слоан, гробовщик
- 1951 — Санта-Фе[англ.] / Santa Fe — Дэн Дуган
- 1951 — Битва с Береговой охраной[англ.] / Fighting Coast Guard — портье
- 1954 — Они! / Them! — Дженсен
- 1958 — Капля / The Blob — старик, возле дома которого упал метеорит с Каплей

В титрах не указан
- 1932 — Такой большой[англ.] / So Big — Джейкоб Погаданк
- 1933 — Маленькие женщины / Little Women — мистер Дэвис, учитель[6]
- 1934 — Мари Галант[англ.] / Marie Galante — клерк французского консула
- 1934 — Вот моя жена![англ.] / Behold My Wife! — Мэттингли
- 1935 — Люби меня вечно[англ.] / Love Me Forever — Карлтон, декоратор интерьера
- 1935 — ? / Little Big Shot — Док, бандит
- 1937 — Звезда родилась / A Star Is Born — Джадд Бейкер[7]
- 1937 — Стелла Даллас / Stella Dallas — офисный клерк
- 1937 — Фабрика грёз[англ.] / Stand-In — гостиничный управляющий
- 1938 — Весело мы живём[англ.] / Merrily We Live — Джед Смит
- 1938 — Азартная игра мистера Мото[англ.] / Mr. Moto’s Gamble — Бёрт, помощник шерифа
- 1939 — Засада[англ.] / Ambush — актёр радио (в новелле «Дядя Тоби»)
- 1939 — Созданы друг для друга[англ.] / Made for Each Other — фермер
- 1939 — Малыш из Кокомо[англ.] / The Kid from Kokomo — Сэм, резчик по дереву
- 1939 — Четыре жены[англ.] / Four Wives — Джо, полицейский
- 1939 — Мальчики-рабы / Boy Slaves — Куки
- 1940 — Молодой Том Эдисон[англ.] / Young Tom Edison — телеграфист
- 1941 — Один шаг в раю[англ.] / One Foot in Heaven — начальник станции
- 1941 — Двуликая женщина / Two-Faced Woman — Фрэнк
- 1942 — В Старой Калифорнии[англ.] / In Old California — продавец
- 1942 — Десять джентльменов из Вест-Пойнта[англ.] / Ten Gentlemen from West Point — плотник
- 1942 — Её картонный любовник[англ.] / Her Cardboard Lover — Фрэнк, управляющий казино
- 1942 — Жёны оркестрантов[англ.] / Orchestra Wives — билетёр
- 1943 — Сокол наносит ответный удар / The Falcon Strikes Back — шериф
- 1943 — Небо — это граница[англ.] / The Sky’s the Limit — водитель
- 1943 — Джек Лондон[англ.] / Jack London — почтальон
- 1944 — Приключения Марка Твена[англ.] / The Adventures of Mark Twain — южанин на пароходе
- 1944 — Тем временем, дорогая[англ.] / In the Meantime, Darling — Дж. П. «Хирам» Морхаус
- 1944 — Сейчас и завтра[англ.] / And Now Tomorrow — покупатель
- 1944 — Одни неприятности[англ.] / Nothing but Trouble — бригадир маляров
- 1944 — Увидимся[англ.] / I’ll Be Seeing You — торговец-разносчик в поезде
- 1945 — Миллионы Гриссли / Grissly’s Millions — Эндрюс
- 1945 — Оно в чемодане![англ.] / It’s in the Bag! — доктор доктора Гринграсса
- 1945 — Зажигательная блондинка[англ.] / Incendiary Blonde — декоратор интерьеров
- 1945 — Падший ангел / Fallen Angel — Джо Эллис
- 1945 — Домой с песней[англ.] / Sing Your Way Home — Зэни Стюард
- 1946 — Рейд полковника Эффингема[англ.] / Colonel Effingham’s Raid — художник
- 1946 — Странная любовь Марты Айверс / The Strange Love of Martha Ivers — газетный клерк
- 1946 — Охота Криминального доктора / Crime Doctor’s Man Hunt — Маркус Ле Блейн
- 1947 — Во имя любви к Расти[англ.] / For the Love of Rusty — Фрэнк Фоли
- 1947 — Жизнь на широкую ногу[англ.] / Living in a Big Way — садовник Морганов
- 1947 — Я всегда одинок / I Walk Alone — Эд, охранник
- 1948 — Возвращение Свистуна / The Return of the Whistler — Джефф Андерсон
- 1948 — Ну разве не романтично?[англ.] / Isn’t It Romantic? — гостиничный клерк
- 1948 — Янки при дворе короля Артура[англ.] / A Connecticut Yankee in King Arthur’s Court — Сэм, коннектикутский почтальон
- 1949 — Маленькие женщины / Little Women — мистер Дэвис, школьный учитель[8]
- 1949 — Анна Лукаста / Anna Lucasta — начальник станции
- 1949 — Мистер Простак / Mr. Soft Touch — тощий Санта-Клаус
- 1949 — Полдень[англ.] / Top o' the Morning — завсегдатай бара
- 1950 — Невадец[англ.] / The Nevadan — Рыжий
- 1950 — Билет в Томагавк / A Ticket to Tomahawk — ж/д кондуктор
- 1950 — Ни секунды скуки[англ.] / Never a Dull Moment — охотник
- 1953 — Итак, это любовь[англ.] / So This Is Love — почтальон
- 1954 — Звезда родилась / A Star Is Born — Чарли[9]
- 1955 — История МакКоннелла[англ.] / The McConnell Story — Сэм, почтальон
- 1957 — Дух Сент-Луиса / The Spirit of St. Louis — торговец
- 1957 — Бомбардировщики Б-52[англ.] / Bombers B-52 — Джо

### Телевидение
- 1952 — Театр Форда[англ.] / Ford Theatre — По Дули (в эпизоде Life, Liberty and Orrin Dooley)
- 1952—1954 — Видео-театр «Люкс»[англ.] / Lux Video Theatre — разные роли (в 3 эпизодах)
- 1955 — Я люблю Люси / I Love Lucy — Джордж Скиннер (в эпизоде First Stop)
- 1956 — Мальчик-циркач[англ.] / Circus Boy — Суифти (в эпизоде Meet Circus Boy)
- 1958 — Приключения Джима Боуи[англ.] / The Adventures of Jim Bowie — По Джимсон (в эпизоде Up the Creek)
- 1958—1959 — Настоящие МакКои[англ.] / The Real McCoys — Чарли Перкинс (в 5 эпизодах)
- 1959 — Фиббер МакГи и Молли[англ.] / Fibber McGee and Molly — Адам Дэвис (в эпизоде The Good Neighbor)
- 1959 — Отец знает лучше[англ.] / Father Knows Best — Эд (в эпизоде A Day in the Country)